# جمعیت طرفداران مرکز طبی کودکان

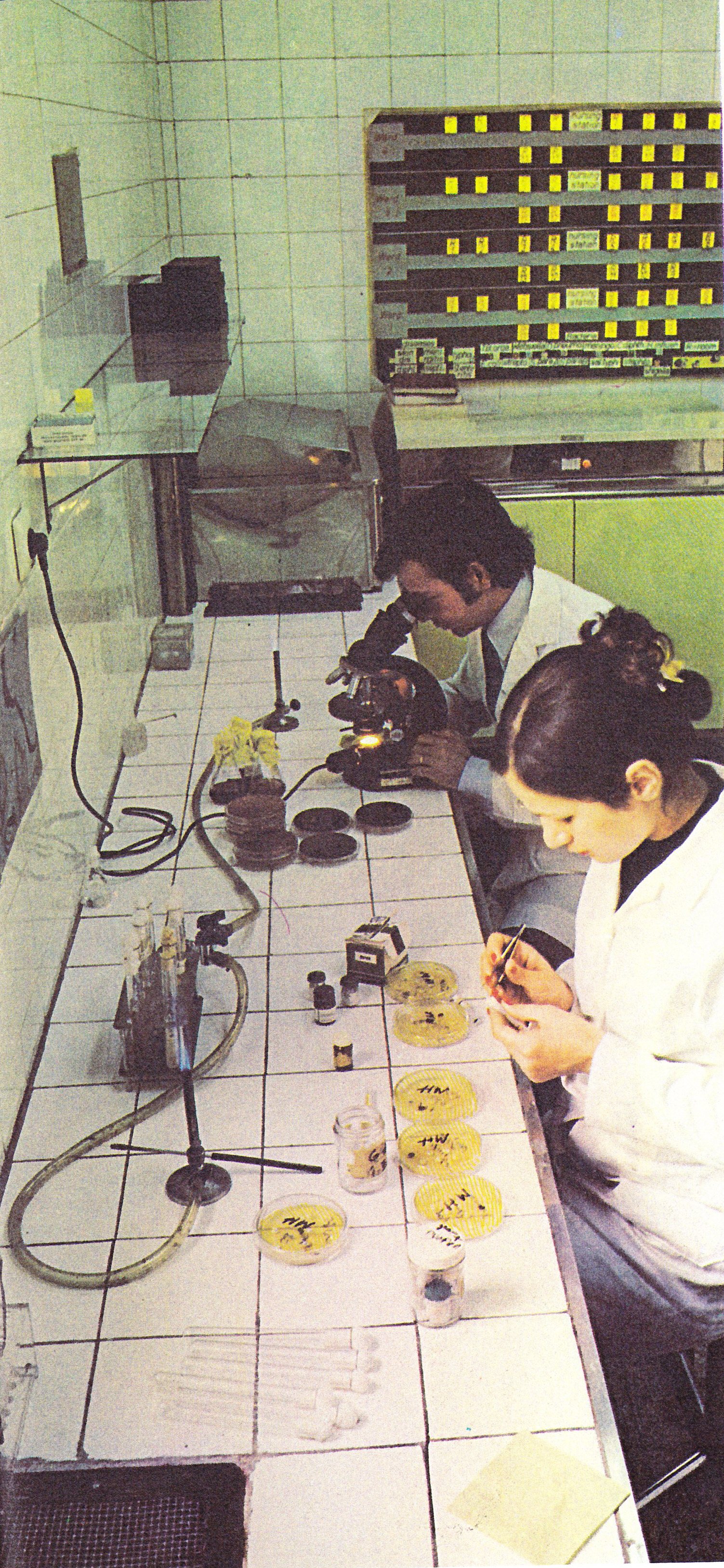
آزمایشگاه مرکز طبی کودکان

جمعیت طرفداران مرکز طبی کودکان به ریاست فرح پهلوی در سال ۱۳۴۰ بنیان شد. سازمان این جمعیت از شورای عالی، هیئت مدیره و بازرس عالی تشکیل می‌شود. عضوهای شورای عالی این جمعیت بنیان گذاران و مسولین امور بهداشتی و آموزشی کشور می‌باشند. وزیر بهداری، وزیر آموزش و پرورش، رئیس دانشگاه تهران و رئیس دانشکده پزشکی دانشگاه تهران عضو شورای عالی هستند. هیئت مدیره پنج نفری جمعیت برگزیده از جانب شورای عالی برای دو سال می‌باشد . فرح پهلوی بازرس عالی را برای درازای یک سال منصوب می‌کند. هدف این جمعیت ساختن و اداره مرکز طبی کودکان در تهران بود. جمعیت طرفداران مرکز طبی کودکان هزینه ساخت بیمارستان و تمامی تجهیزات بخش‌های گوناگون آن را پرداخت.

## پیشینه
مرکز طبی کودکان در سال ۱۳۴۷ مورد بهره برداری قرار گرفت. ایجاد این مرکز را دکتر اهری به فرح پهلوی پیشنهاد کرد که با استقبال ایشان رو به رو شد. با در میان گذاشتن ایده یک مرکز طبی کودکان با فرح پهلوی در چهارچوب مسئولیت‌های فرح ساخت مرکز طبی کودکان بیمارستان پهلوی در برنامه سوم عمرانی در دستور برنامه دولت قرار گرفت و اجرای آن در دی ماه ۱۳۴۰ به دکتر اهری و با همکاری دکتر فرهاد و دکتر محمد قریب داده شد .

## مرکز طبی کودکان
دکتر اهری با سفرهای خود به بیمارستان‌های کودکان آمریکا، کانادا و سویس طرح ساختمان بیمارستان را به جمعیت داد که نخستین گام در بنیاد پزشکی کودکان یا پدیاتری در ایران بود. سرانجام ساختمان بیمارستان در سال ۱۳۴۲ آغاز شد.
در قانون متمم بودجه سال ۱۳۴۴، تبصره ۱۵ - دانشکده پزشکی دانشگاه تهران مجاز است برای اداره مرکز طبی کودکان بیمارستان پهلوی هر سال از اعتبارات مصوب خود به تشخیص هیأت وزیران مبلغی به عنوان کمک به اختیار جمعیت طرفداران مرکز طبی کودکان بگذارد که تحت نظر هیأت مدیره طبق اساسنامه جمعیت وبا نظارت دانشکده مزبور به مصرف برسد. به همین تر تیب از سازمان‌های خیریه یا وزارت خانه‌های فعال در پزشکی و درمان بودجه و هزینه ساخت و اداره مرکز طبی کودکان پرداخت شد.
اسفندماه ۱۳۴۶ مرکز طبی کودکان با شش بخش و ۱۵۰ تخت گشایش یافت . فعالیت‌های این مرکز بر چهار پایه درمان، پیشگیری، پژوهش و آموزش قرار دارد. بخش‌های درمانگاه بدین قرارند: درمانگاه عمومی، اورژانس، بیماری‌های عفونی، درمانگاه ویژه، دندانپزشکی، فیزیو تراپی، گوش و حلق و بینی، چشم، غدد داخلی، قلب، کلیه، ارتوپدی و بلوغ می‌باشد .

## کنفرانس‌ها و انتشارات

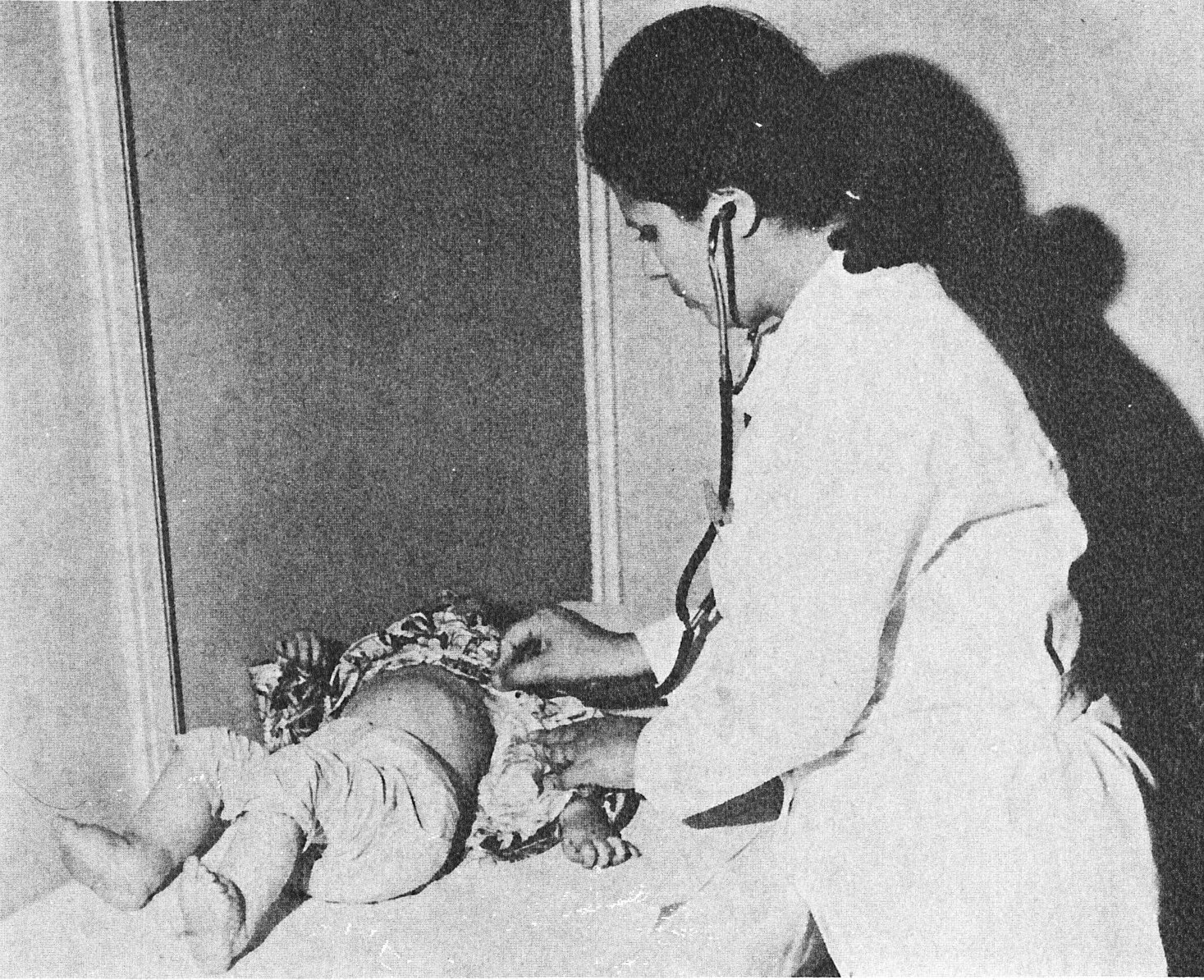
بخش معاینه سرپایی مرکز طبی

در سال ۱۳۴۷ پنجاه و شش کنفرانس در رشته‌های گوناگون بیماری‌های اطفال و رشته‌های وابسته به وسیله پزشکان مرکز طبی کودکان برای دیگر همکاران ایراد شده و هم چنین شش کنفرانس به وسیله استادان خارجی داده شد.
در سال ۱۳۴۸ نود و سه کنفرانس به وسیله پزشکان این مرکز در رشته‌های گوناگون بیماری‌های کودکان و ۴۸ کنفرانس به وسیله استادان خارجی داده شد. برگردان دو جلد کتاب درسی بیماری‌های کودکان به زبان پارسی و هم چنین کتاب راهنمایی پزشکی کودک در این سال پایان یافت و به چاپ رسید.هم چنین پروژه دربارهٔ به رشد پسران هفت تا یازده ساله در دو دبستان یکی در شمال شهر و دیگری در جنوب شهر تهران با گزیدن ۶۴ و ۹۷ نفر به عنوان نمونه انجام شد.
در سال ۱۳۴۹ سیزده پژوهش در باره بیماری‌های کودکان انجام یافت و نتیجه‌های آن در کنگره‌های گوناگون نشان داده شد و در کتاب‌ها و مجله‌های مرکز طبی کودکان به دو زبان پارسی و انگلیسی چاپ شد.
در سال ۱۳۵۰ شمار ۲۳۱ کنفراس برای آگاهی رساندن دانشجویان به وسیله پزشکان ایرانی و خارجی انجام شد. در این سال ۲۴ پروژه پژوهشی در بیمارستان جمعیت انجام شد.